# Станіслав Станіславович Яблоновський
Князь Станіслав Станіславович Яблоновський (пол. Stanisław Jabłonowski; 10 березня 1799 — 15 серпня 1878, Львів, Цислейтанія, Австро-Угорщина) — польський аристократ, учасник Листопадового повстання (1830—1831 років), один із засновників нафтового промислу в Польщі.

## Біографія
Представник польського магнатського роду Яблоновських герба Прус III. Другий син сенатора-воєводи Царства Польського князя Станіслава Павла Яблоновського (1762—1822) і Теодори Валевської (пом. 1826). Старший брат — Антоні.
Станіслав Яблоновський здобув освіту за кордоном, в аристократичному пансіоні в Парижі та школі пастора Герлаха у Швейцарії. Коли 1815 року він повернувся на батьківщину, то насилу розмовляв польською.
1814 року на балу у матері молодого князя представили російському імператору Олександру I Павловичу, де він заявив про своє бажання вступити на військову службу. 1816 року склав іспити і був прийнятий кадетом в артилерійську батарею кінної артилерії. Завдяки своєму походженню через два роки був піднятий до чину підпоручика. Конфліктував із великим князем Костянтином Павловичем, намісником Царства Польського, і 1821 року пішов у відставку.
1830 року, після початку Листопадового повстання в Царстві Польському, Станіслав Яблоновський повернувся на військову службу і взяв участь у збройному повстанні. Служив у 4-й батареї легкокінної артилерії. Брав участь у боях з росіянами під Мілозною (18 лютого 1831), першій битві під Вавро (19 лютого) і під Гроховом (25 лютого), за яку 16 березня 1831 року а отримав золотий хрест Virtuti Militari. Після битви під Гроховим отримав чин капітана. 26 травня 1831 року брав участь в битві під Остроленкою.
Станіслав Яблоновським став шефом штабу при генералові Юзефові Бемі, призначеному командиром польської артилерії. Брав участь в обороні Варшави, під час якої командував 2-ю батареєю легкокінної артилерії.
Був автором мемуарів про Листопадове повстання 1830—1831 років.
Станіслав Яблоновський був одним із засновників нафтового промислу. 1852 року в порожньому лісі в Сярах побудував першу в світі нафтову вежу. Поруч зі своїм палацом в Кобилянці побудував фабрику з виробництва асфальту.

## Сім'я
Станіслав Яблоновський двічі був у шлюбі. 1825 року одружився з Марією Гонзага-Мишковською-Вельгорською. 1875 року у віці 76 років вдруге одружився зі своєю тещою Вандою Оссолінською. Не залишив після себе дітей. З його смертю згасла старша гілка Яблоновських, що перебувала в російському підданстві.